# Bahnpost

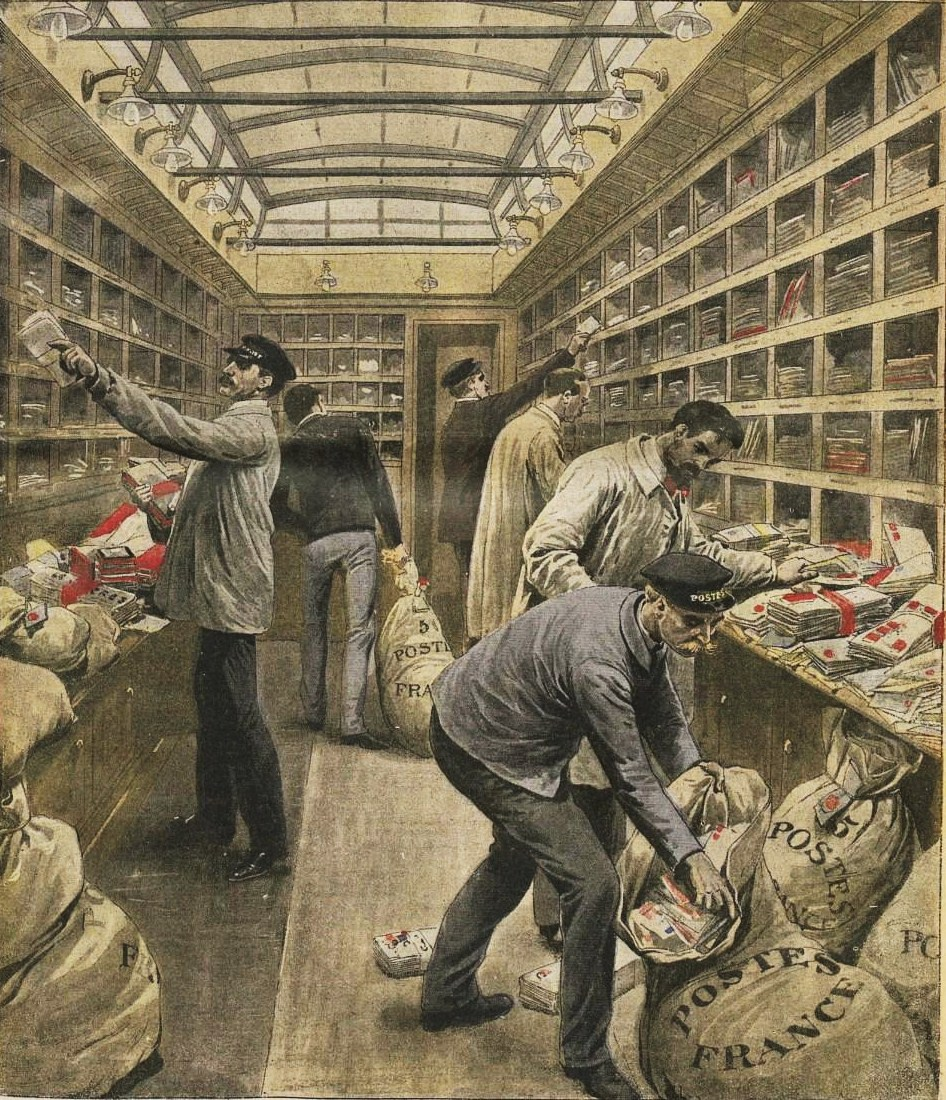
Bahnpostbeamte bei der Sortierung in einem Bahnpostwagen, Gemälde von 1909

Die Bahnpost beförderte regelmäßig und fahrplanmäßig Postsendungen aller Art mit der Eisenbahn in Bahnpostwagen und Postabteilen. Die Briefsendungen wurden dort während der Fahrt sortiert. Es handelte sich um örtlich nicht gebundene Dienststellen der Post, die die Aufgaben eines Postamtes ausführten. Die Bahnpost war lange Zeit die schnellstmögliche Art und damit die wichtigste Form, Postsendungen überörtlich zu befördern. Fast alle Postverwaltungen der Erde betrieben Bahnpostdienste.

## Geschichte

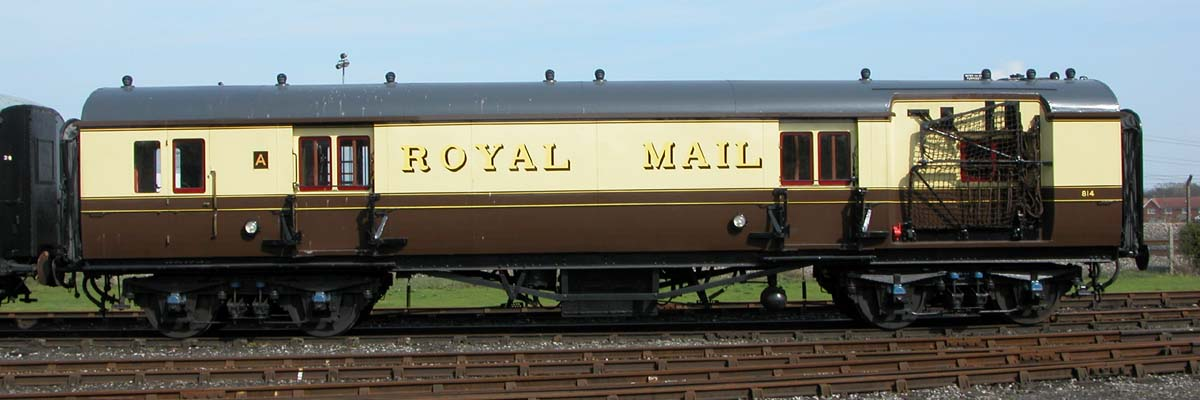
Travelling Post Office der Great Western Railway

Das Geburtsland der Bahnpost ist England. Frederik Karstadt, der Sohn eines englischen Postinspektors, schlug 1837 dem General Post Office vor, die Briefpost in den Eisenbahnzügen während der Fahrt bearbeiten zu lassen; dadurch ließe sich ein großer Zeitgewinn erreichen. Das General Post Office ging auf die Anregung ein und ließ bereits am 6. Januar 1838 die erste, recht dürftig ausgestattete, Bahnpost in einem vorher zur Pferdebeförderung vorgesehenen, etwas umgebauten, Wagen zwischen London und Birmingham verkehren. Da der Versuch den Erwartungen entsprach, wurde am 17. Dezember 1838 das Travelling Post Office auf der am gleichen Tage dem Verkehr übergebenen Strecke London–Birmingham dauerhaft eingerichtet. Die unmittelbare Folge dieser Maßregel war der Wegfall von 800 bis 900 Briefkartenschlüssen (Briefbeuteln), da jedes der an der Bahn gelegenen Postämter jetzt statt der 14 bis 15 Briefbeutel, die es früher mit der Postkutsche zu versenden hatte, nur noch einen Beutel auf die Bahnpost abfertigte. Die ersten englischen Bahnpostwagen waren schon mit einer Vorrichtung zum Abwerfen und Auffangen von Briefbeuteln versehen (siehe: Postfanghaken).

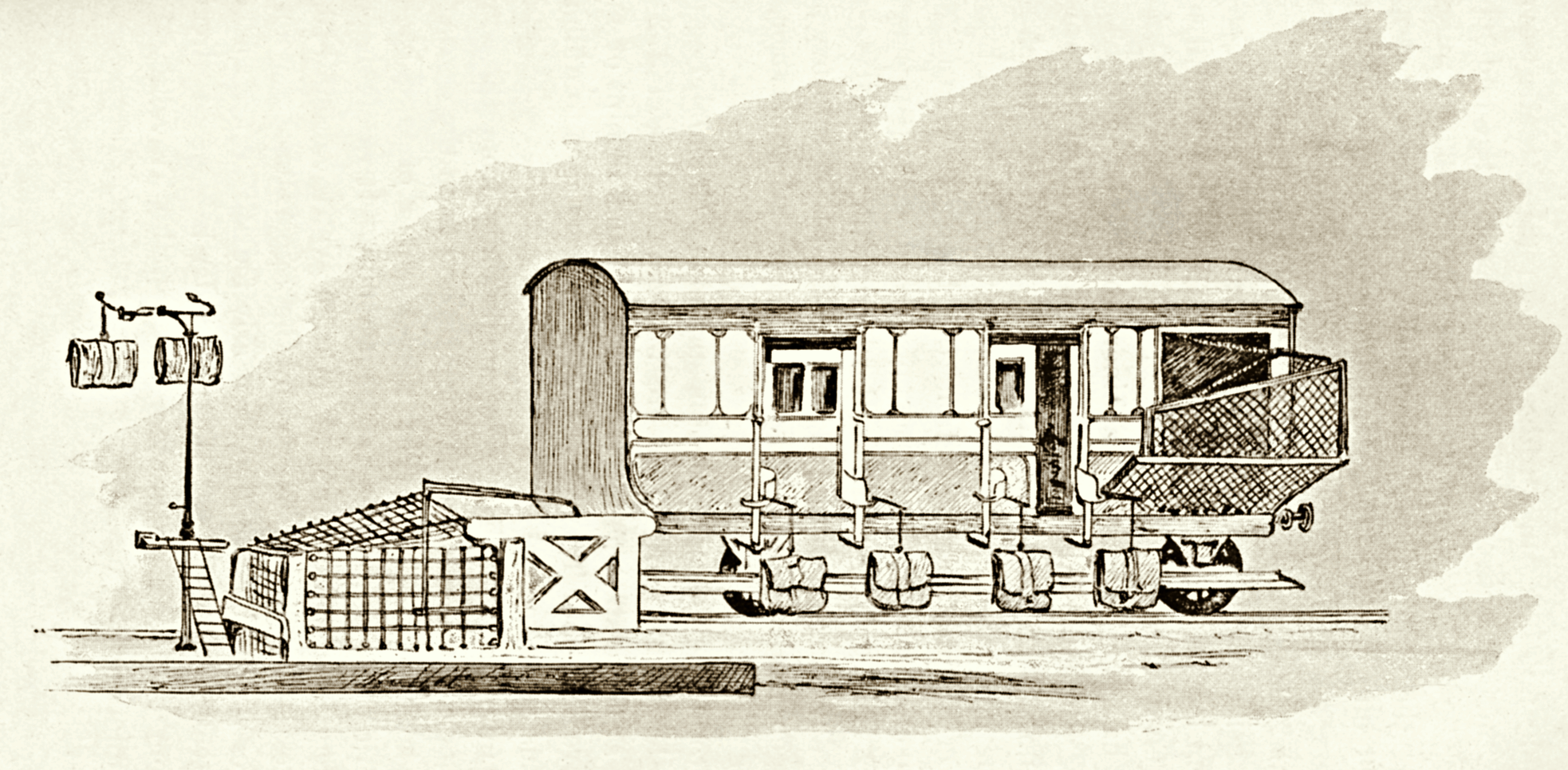
Schema eines fahrenden Postamtes um 1890, das die Vorrichtung zum Umladen der Postsäcke bei voller Fahrt zeigt

Auf England folgte Belgien, das 1841 den Bahnpostdienst eröffnete, dann Frankreich, wo die erste Bahnpost am 16. Juli 1846 auf der Strecke Paris–Rouen verkehrten. In Deutschland war Baden das Land, das mit der Errichtung einer Bahnpost 1848 voranging, ein Jahr später folgte Preußen und 1851 das Königreich Sachsen. Die ersten deutschen Bahnpostämter waren Berlin, Breslau, Eisenach, Magdeburg und Köln.

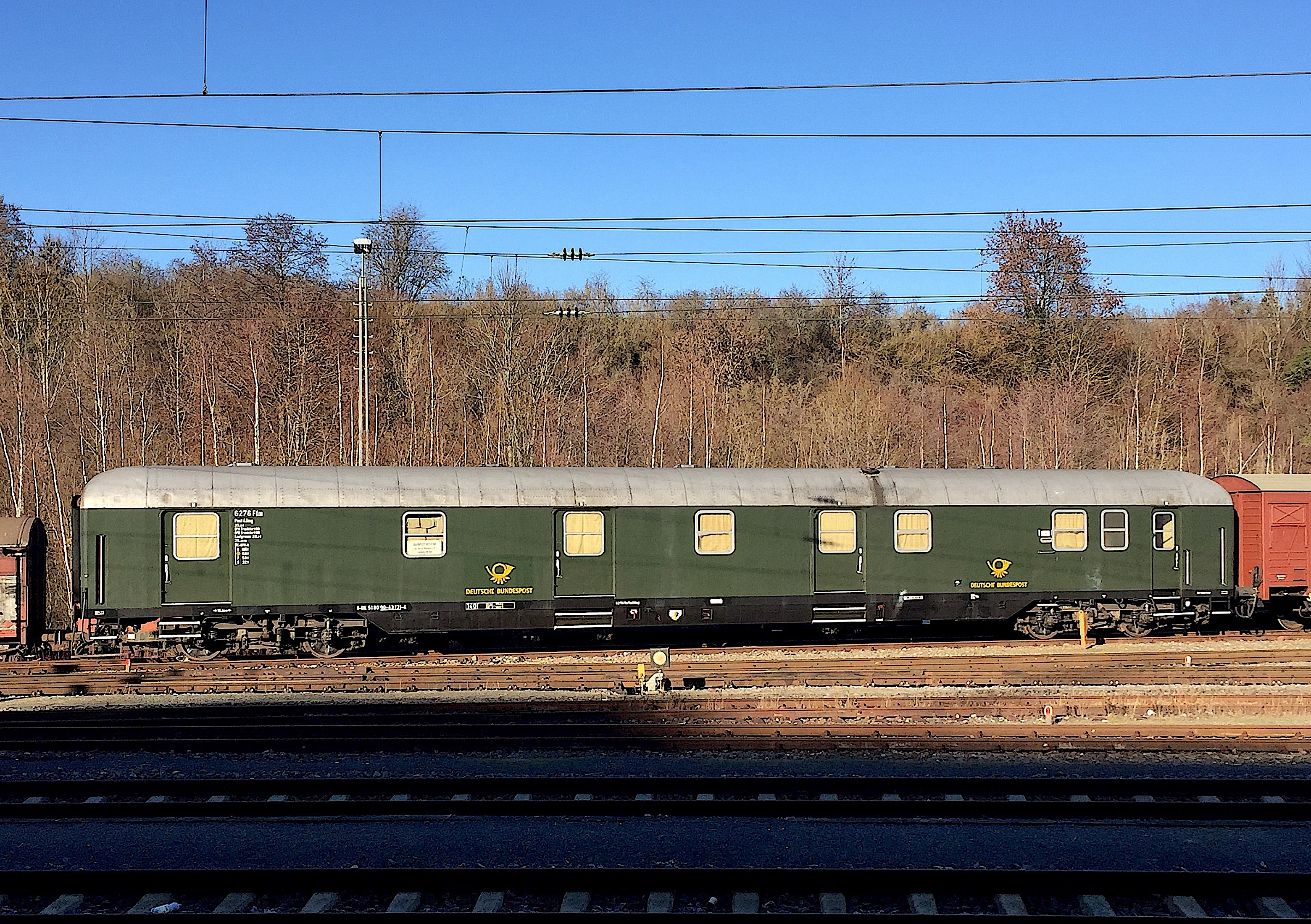
Bahnpostwagen der Deutschen Bundespost in Rottweil

 Österreich folgte 1850, Ungarn 1856, Schweden 1863. Die Vereinigten Staaten von Amerika begannen 1864 auf der Strecke Washington – New York, nachdem schon 1862 Versuche auf der Strecke Quiney – St. Joseph (Missouri) vorhergegangen waren, sowie Argentinien 1916 (auf der Strecke Buenos Aires – Mendoza).
Weitere Bahnen zur Postbeförderung
- Post-U-Bahn München (1910–1988)
- Poststraßenbahn Berlin (1917–1935)
- London Post Office Railway (1927–2003)

In den meisten europäischen Ländern wurde die Beförderung von Briefpost mit der Eisenbahn in den ersten beiden Jahrzehnten des 21. Jahrhunderts aufgegeben, in Frankreich etwa 2015. Im Oktober 2024 folgte auch die – 2013 privatisierte – Royal Mail in Großbritannien. Damit gibt es Bahnpost in Europa nur noch in der Schweiz, Schweden und Tschechien.

## Postraub
Die in den Bahnpostwagen beförderten Wertsendungen waren immer eine lohnende Beute. Sehr häufig überfielen u. a. in den USA Banditen Bahnpostwagen. (Diese Überfälle waren stets für Hollywood in Western seit dem 1903 gedrehten Stummfilm Der große Eisenbahnraub ein beliebtes Thema.) Deshalb wurden in USA sehr solide Bahnpostwagen mit Stahlaufbauten in Dienst gestellt.
Der spektakulärste Postzugraub in Europa ereignete sich in England. 1963 überfiel eine Bande der Londoner Unterwelt unter Leitung von Bruce Reynolds einen Postzug der Royal Mail. Die Räuber erbeuteten 2,63 Millionen englische Pfund in alten Scheinen. Der Überfall wurde für das deutsche Fernsehen unter dem Titel Die Gentlemen bitten zur Kasse mit Horst Tappert verfilmt. Ein besonders brutaler Postraub fand am 19. August 1926 zwischen Oebisfelde und Hannover statt; dazu wurden die Schienen herausgesägt und der gesamte Zug entgleiste in voller Fahrt.